# Mauricio Pochettino
Mauricio Roberto Pochettino Trossero (ur. 2 marca 1972 w Murphy) – argentyński trener włoskiego pochodzenia, piłkarz występujący na pozycji obrońcy. Od 2024 roku selekcjoner reprezentacji USA.
Posiada obywatelstwo hiszpańskie.

## Kariera klubowa

### Newell’s Old Boys
Mauricio Pochettino urodził się w Murphy w prowincji Santa Fe. Jego rodzice to Hector i Amalia Pochettino. Pierwszy kontakt z piłką nożną miał w wieku sześciu lat; w 1978 oglądał z ojcem Mistrzostwa Świata w miejscowym klubie. Po odkryciu i szkoleniu 14-letniego Pochettino przez Jose Griffa i późniejszego menadżera Marcela Bielsę, w 1987 przeniósł się do Newell’s Old Boys. Pierwszy mecz w Primera División rozegrał w 1988.
Podczas pięcioletniego pobytu, Pochettino wygrał w sezonach 1990/91 i 1991/92 Mistrzostwo Argentyny. Marcelo Bielsa został w tym czasie trenerem klubu z Rosario, a jego praktyki trenerskie miały silny wpływ na młodego Pochettino. Drużyna dotarła do finału Copa Libertadores, dzięki golu strzelonemu przez Pochettino w półfinale przeciwko mistrzom Kolumbii América Cali.

### Espanyol
W wieku 22 lat trafił do występującego w Primera División Espanyolu, z którym w debiutanckim sezonie zajął szóste miejsce w ligowej tabeli. W ekipie Periquitos Pochettino grał przez niemal siedem sezonów, w trakcie których w 2000 roku wywalczył Puchar Króla. Łącznie w barwach Espanyolu argentyński obrońca wystąpił w 216 ligowych pojedynkach i zaliczył jedenaście trafień.

### Paris Saint-Germain i Girondins Bordeaux
W styczniu 2001 podpisał kontrakt z Paris Saint-Germain F.C. Jego zespół zajmował kolejno dziewiątą, czwartą i jedenastą lokatę w tabeli Ligue 1. Kolejnym klubem w karierze Pochettino było Girondins Bordeaux, jednak reprezentant Argentyny grał tam tylko przez rundę jesienną sezonu 2003/2004.

### Powrót do Espanyolu
W zimowym oknie transferowym Mauricio Pochettino powrócił do Espanyolu, z którym po raz drugi w karierze wywalczył Puchar Króla. Po trzech kolejnych sezonach spędzonych w tym zespole zdecydował się zakończyć piłkarską karierę.

## Kariera reprezentacyjna
W reprezentacji swojego kraju Pochettino zadebiutował w 1998 roku. W 2002 roku wystąpił w zupełnie nieudanych dla „Albicelestes” mistrzostwach świata. Podopieczni Marcelo Bielsy już w rundzie grupowej musieli uznać wyższość Szwedów oraz Anglików i odpadli z turnieju. Na mundialu Mauricio zagrał we wszystkich trzech spotkaniach w pełnym wymiarze czasowym. Łącznie dla drużyny narodowej Pochettino zaliczył 22 występy, w których strzelił dwa gole.

## Kariera trenerska

### Espanyol

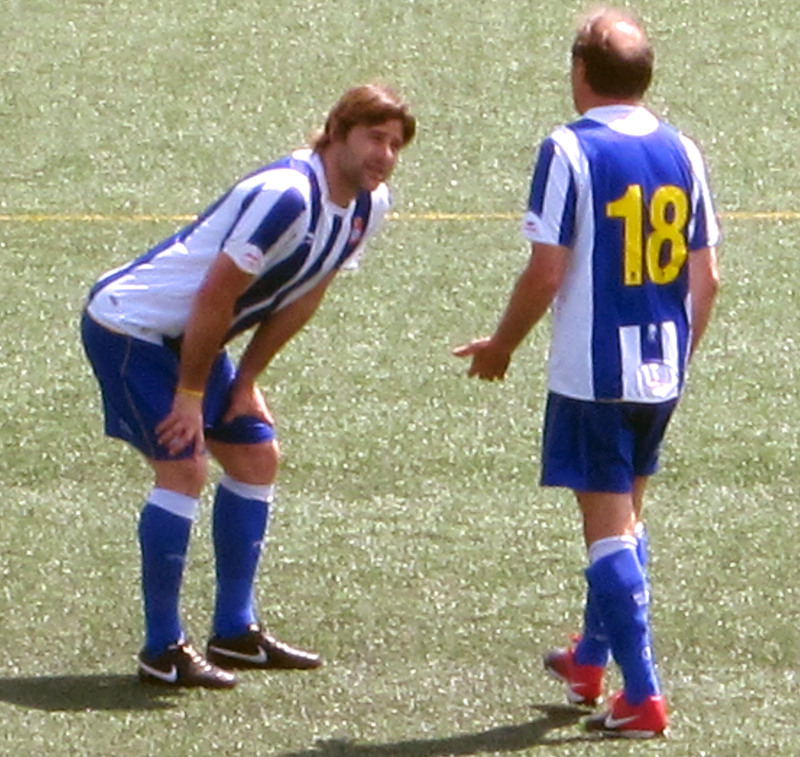
Trener Espanyolu (po lewej) podczas meczu weteranów w 2011

W styczniu 2009 Mauricio Pochettino został trzecim trenerem Espanyolu w sezonie 2008/09. Zespół zajmował wtedy 18. pozycję i był jednym z głównych kandydatów do spadku do Segunda Division. Pochettino za cel obrał pozostanie z drużyną w lidze. Pierwszym meczem Espanyolu z argentyńskim trenerem były derby z FC Barceloną prowadzoną przez Pepa Guardiolę w Pucharze Hiszpanii. Pomimo tylko dwóch treningów przed meczem gra wysokim pressingiem przyniosła niespodziewany wynik 0:0. Pochettino wyprowadził Espanyol na prostą i dzięki dobrzej grze zajęli dziesiąte miejsce, mając 5 punktów przewagi nad strefą spadkową. Udało się też wygrać ligowe derby z FC Barceloną 2:1 na Camp Nou, co nie udawało się Espanyolowi przez 27 ostatnich lat. W następnym sezonie znów doprowadził drużynę z Barcelony do 11 miejsca, a sezon 2010/11 Espanyol zakończył na 8. pozycji. Jednak 26 listopada 2012 po przegranej 0:2 z Getafe CF, zespół był na ostatnim miejscu z zaledwie 9 punktami w meczach. Pochettino skarżył się również na ograniczenia finansowe nałożone na niego. To doprowadziło do tego, że pod koniec miesiąca kontrakt za obupólną zgodą został rozwiązany.

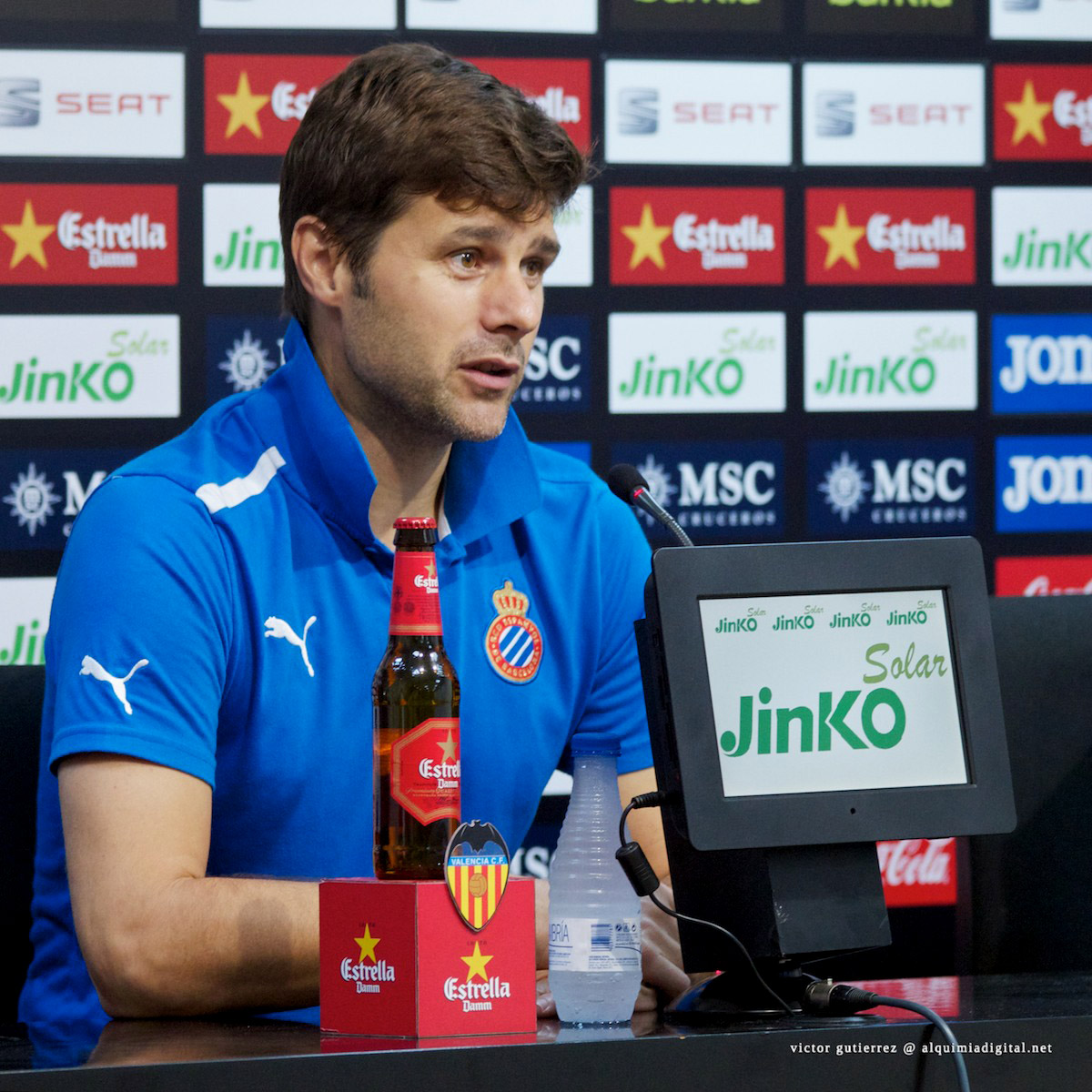
Mauricio Pochettino na konferencji prasowej, 2012 (mecz z Valencią CF)

Mimo niskiego miejsca w lidze, Mauricio Pochettino zebrał dużo pochwał za styl gry, który wprowadził do Espanyolu. Drużyna była skupiona na wysokim pressingu i dobrych kontratakach. Pochettino narzucał określony styl taktyczny we wszystkich zespołach klubowych, od młodzieży do seniorów. Argentyńczyk preferował układ 4-2-3-1 i często promował graczy z akademii do pierwszego składu.

### Southampton
18 stycznia 2013 Mauricio Pochettino został ogłoszony nowym menadżerem klubu Premier League, Southampton, zastępując Nigela Adkinsa. Dzięki temu stał się drugim argentyńskim menadżerem w lidze angielskiej, po Osvaldo Ardilesie.
Pierwszy mecz Southampton pod wodzą Pochettino zakończył się remisem 0:0 z Evertonem na St Mary’s Stadium. Z kolei mecz z Manchesterem City, zakończony wynikiem 3:1 dla drużyny z południowej Anglii, był pierwszym zwycięstwem Southampton pod jego kierownictwem. W kolejnych miesiącach doprowadził Southampton do pamiętnych zwycięstw nad drużynami z „Big Six”, czyli wspomnianego 3:1 z Manchesterem City, 3:1 z Liverpoolem oraz 2:1 z Chelsea. W pierwszym pełnym sezonie Pochettino doprowadził swoją drużynę do ósmego miejsca w lidze, czyli najwyższej pozycji od sezonu 2002/03. Sezon ten też był rekordowy pod względem punktów, najlepszy od 1992/93.
Pomimo nauki języka angielskiego, podczas wywiadów i konferencji prasowych używał hiszpańskiego.

### Tottenham Hotspur
27 maja 2014 roku Mauricio Pochettino został zatrudniony przez Tottenham Hotspur jako główny trener. Podpisując pięcioletni kontrakt, został dziesiątym trenerem Spurs w przeciągu trzynastu lat. 28 stycznia drużyna osiągnęła finał Pucharu Ligi dzięki zwycięstwu w dwumeczu 3:2 nad Sheffield United. Przegrali jednak w finale 2:0 z Chelsea na Stadionie Wembley. Pierwszy sezon na krajowym podwórku Tottenham zakończył na piątym miejscu. Mauricio Pochettino zaczął wprowadzać do pierwszego składu kilku graczy z akademii. Tak właśnie pojawił się Harry Kane w wyjściowej jedenastce, zastępując reprezentanta Hiszpanii Roberto Soldado. Angielski napastnik, razem z Dele Allim i Erikiem Dierem, był kandydatem do podstawowego składu reprezentacji Anglii na UEFA Euro 2016. Tottenham walczył o wygranie Premier League w sezonie 2015/16, ale 2 maja zremisował 2:2 z Chelsea, przez co puchar wznieśli piłkarze Leicester City. Mecz na Stamford Bridge był bardzo brutalny – piłkarze Spurs otrzymali 9 żółtych kartek. Trener po gwizdku kończącym pierwszą połowę musiał rozdzielać kłócących się Danny’ego Rose’a i Williana. Tottenham przegrał swój ostatni mecz w tym sezonie, przez co Arsenal znalazł się za Leicester, a Tottenham Hotspur zajął trzecie miejsce. Pomimo tego to wciąż był najlepszy sezon Spurs w najwyższej klasie rozgrywkowej od 1990 roku.
12 maja 2016 Mauricio Pochettino przedłużył kontrakt łączący go z Tottenhamem do 2021 roku. Kampania rozpoczęła się od dwunastu kolejnych meczów bez porażki. Seria skończyła się na Stamford Bridge pod koniec listopada. Nieregularność formy doprowadziła do odpadnięcia z Ligi Mistrzów i Pucharu Ligi. Tottenham zakończył sezon na drugim miejscu, mając 86 punktów – 7 mniej niż Chelsea.
Był to najlepszy sezon Spurs pod względem liczby punktów w czasach Premier League, zakończony po raz pierwszy od 22 lat na miejscu wyższym niż Arsenal oraz najlepszy wynik w ostatnich pięćdziesięciu czterech latach, od sezonu 1962/63 pod przewodnictwem Billa Nicholsona. Sezon ten okazał się też być pierwszym od 52 lat, w czasie którego Tottenham był niepokonany na własnym stadionie.
24 maja 2018 Mauricio Pochettino podpisał nowy pięcioletni kontrakt, zgadzając się na pozostanie w Tottenhamie do 2023 roku. Sezon 2018/2019 zapowiadał się dla Tottenhamu niekorzystnie – przyczyną była przeprowadzka na nowy stadion, planowana na wrzesień 2018. Ostatecznie doszło do niej dopiero 3 kwietnia 2019. W inauguracyjnym meczu Spurs pokonali Crystal Palace 2:0 na nowym Tottenham Hotspur Stadium. Pierwszego gola na nowym obiekcie strzelił Heung-min Son.
Sezon 2018/2019 zakończyli na czwartym miejscu, za Manchesterem City, Liverpoolem i Chelsea. 8 maja 2019 roku Mauricio Pochettino poprowadził Tottenham do pierwszego w historii tego klubu finału Ligi Mistrzów. Dokonali tego dzięki zwycięstwu w półfinale nad Ajaxem 2:3 w Amsterdamie (3:3 w dwumeczu). Do przerwy Koguty przegrywały 2:0, jednak po końcowym gwizdku, dzięki trzem bramkom Lucasa Moury (trzecia padła w ostatniej z sześciu doliczonych minut), drużyna z Londynu awansowała do finału.
19 listopada 2019 roku został zwolniony z funkcji trenera.

### Paris Saint-Germain
2 stycznia 2021 roku został zatrudniony przez Paris Saint-Germain F.C. podpisując półtoraroczny kontrakt, z opcją przedłużenia go o rok.

### Reprezentacja Stanów Zjednoczonych
11 września 2024 został selekcjonerem reprezentacji Stanów Zjednoczonych.

## Statystyki kariery

### Trener
Aktualne na 4 kwietnia 2024.
| Zespół              | Od               | Do                | Statystyka | Statystyka | Statystyka | Statystyka | Statystyka |
| Zespół              | Od               | Do                | M          | W          | R          | P          | % W        |
| ------------------- | ---------------- | ----------------- | ---------- | ---------- | ---------- | ---------- | ---------- |
| Espanyol            | 20 stycznia 2009 | 26 listopada 2012 | 161        | 53         | 38         | 70         | 32,92      |
| Southampton         | 18 stycznia 2013 | 27 maja 2014      | 60         | 23         | 18         | 19         | 38,33      |
| Tottenham Hotspur   | 27 maja 2014     | 19 listopada 2019 | 293        | 159        | 62         | 72         | 54,27      |
| Paris Saint-Germain | 2 stycznia 2021  | 5 lipca 2022      | 84         | 55         | 15         | 14         | 65,48      |
| Chelsea             | 1 lipca 2023     | Obecnie           | 41         | 20         | 9          | 12         | 48,78      |
| Łącznie             | Łącznie          | Łącznie           | 639        | 310        | 142        | 187        | 48,51      |

## Osiągnięcia

### Zawodnik

#### Newell’s Old Boys
- Mistrzostwo Argentyny: 1990/1991, Clausura 1992[57]

#### Espanyol
- Puchar Króla: 1999/2000, 2005/2006

#### Paris Saint-Germain
- Puchar Intertoto UEFA: 2001

### Trener

#### Tottenham Hotspur
- finalista Pucharu Ligi Angielskiej: 2014/2015[36]
- finalista Ligi Mistrzów UEFA: 2018/2019

#### Paris Saint-Germain
- Mistrzostwo Francji: 2021/2022
- Puchar Francji: 2020/2021
- Superpuchar Francji: 2020

#### Nagrody indywidualne
- Premier League – Trener Miesiąca: październik 2013, wrzesień 2015, luty 2016, kwiecień 2017[58]
- London Football Awards – Trener Roku: 2018–2019[59]